# Repousse spontanée
En agriculture et jardinage, les pousses ou repousses spontanées sont des plantes qui poussent d'elles-mêmes sans qu'elles aient été volontairement semées ou plantées par l'agriculteur ou le jardinier. Il peut s'agir de plantes nées de graines apportées par le vent ou par les oiseaux, ou mêlées par inadvertance au compost avant qu'il ne soit répandu sur le champ, ou bien de plantes issues de graines, bulbes ou tubercules issues de la culture précédente.
À la différence des adventices, ou mauvaises herbes, qui sont des plantes indésirables, les repousses peuvent parfois être encouragées et recevoir les façons culturales adaptées (arrosage, fertilisation, etc.) afin de favoriser leur croissance.
Lorsqu'il s'agit de repousses de cultivars spécifiques, elles peuvent être sensiblement différentes des géniteurs. Dans certains cas de plantes à pollinisation ouverte, elles peuvent, si elles présentent certains caractères désirables, être sélectionnées et donner naissance à de nouveaux cultivars.
C'est de cette manière que sont apparues spontanément en Europe, dès le XVIIe siècle, de nouvelles variétés de pomme de terre, bien avant les premiers essais d'hybridation volontaire. Des graines, issues de la fécondation des fleurs, souvent par autopollinisation, ont donné naissance à de nouvelles plantes présentant des caractères nouveaux grâce au niveau élevé d'hétérozygotie de ces plantes, et dont certaines ont été repérées par les agriculteurs, puis facilement reproduites par multiplication végétative.

## Agriculture

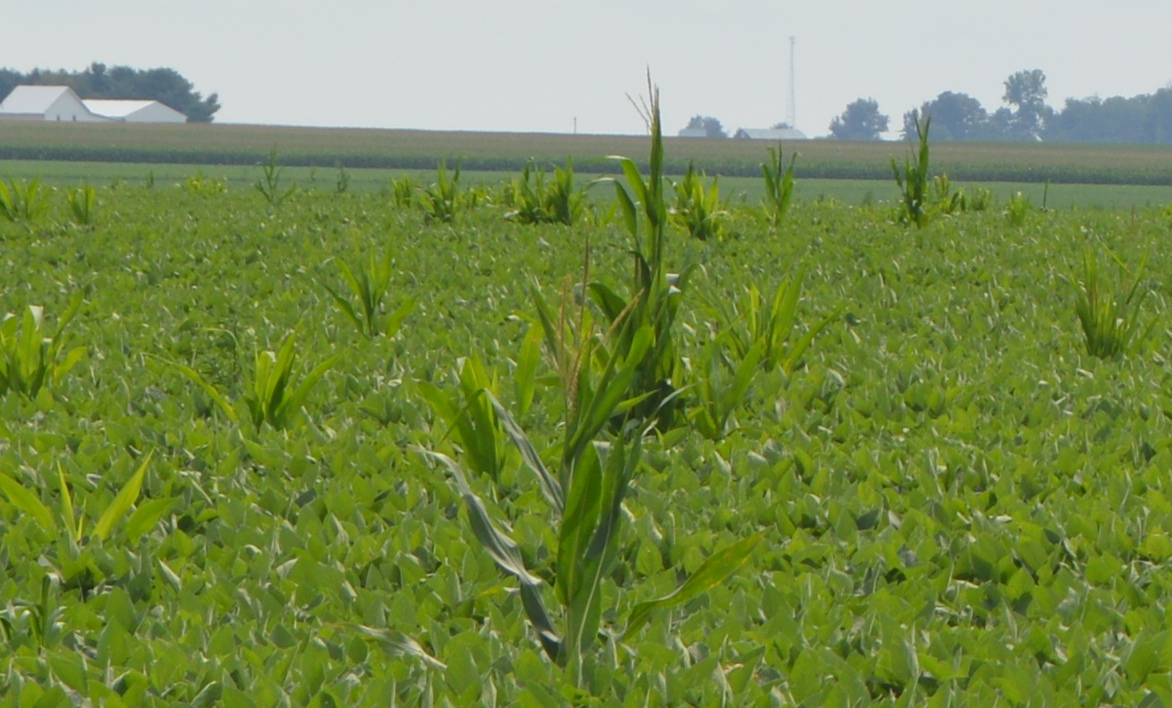
Repousses de maïs dans un champ de soja aux États-Unis

Dans une rotation culturale, les repousses de la plante cultivée l'année précédente dans la même parcelle, 
peuvent devenir des « mauvaises herbes » pour la culture en cours. Par exemple, des repousses trop denses de blé d'hiver dans une culture suivante de colza peuvent nécessiter un traitement herbicide.
Dans le domaine de la recherche agronomique, la plus grande pureté de la récolte est généralement souhaitée.
Pour obtenir ce résultat, on est souvent amener à faire intervenir des employés saisonniers, qui sont chargés de parcourir les rangs pour « épurer » la culture de ces repousses. Cette « épuration » se pratique aussi pour éliminer les plants atteints de certaines maladies.
La lutte contre les repousses est importante dans le cas de la culture de  plants de pomme de terre tant pour éviter la contamination par  différents vecteurs de maladies que pour assurer le contrôle de la pureté variétale.